# Stazione di Berlino-Blankenburg
La stazione di Berlino-Blankenburg (in tedesco Berlin-Blankenburg) è una stazione ferroviaria di Berlino, sita nel quartiere omonimo.
È posta sotto tutela monumentale (Denkmalschutz).

## Movimento
La stazione è servita dalle linee S 2 e S 8 della S-Bahn.

## Interscambi
- Fermata autobus